# Чаренцаван
Чаренцаван (на арменски: Չարենցավան) е град, разположен в провинция Котайк, Армения. Населението му през 2011 година е 20 363 души.

## Население
- 1990 – 33 900 души
- 2001 – 19 708 души
- 2009 – 24 771 души
- 2011 – 20 363 души